# Sierik Jeleuow
Sierik Samatowicz Jeleuow (ros. Серик Саматович Елеуов, ur. 15 grudnia 1980 w Karagandzie) – kazachski bokser wagi lekkiej, brązowy medalista olimpijski z Aten.
W 2004 roku podczas Letnich Igrzysk Olimpijskich zdobył w wadze lekkiej brązowy medal. W 1/16 miał wolny los, w 1/8 wygrał z Dominikańczykiem Félixem Díazem, a w ćwierćfinale pokonał Włocha Domenico Valentino. W półfinale przegrał jednak z Brytyjczykiem Amirem Khanem. Wraz z Rosjaninem Muratem Chraczowem zdobył brąz, ponieważ walka o 3. miejsce się nie odbyła.